# Eddy Calvillo
Eddy René Calvillo Díaz (Ciudad de Guatemala, 13 de julio de 1970) es un perito contador, economista, canonista y eclesiástico católico guatemalteco, obispo auxiliar de Guatemala desde 2024.

## Biografía
Nació el 13 de julio de 1970, en la localidad de Ciudad de Guatemala. Hijo de Eddy René Calvillo Loaiza y de Olga María Díaz Ramírez. Su infancia y juventud se desarrolló en la Zona 7, siendo miembro de la parroquia San Pablo Apóstol.
Realizó su formación primaria en el Colegio Liceo San Marcos, y la secundaria en el Colegio Salesiano Don Bosco y en el Colegio Santo Domingo, donde obtuvo el título de  Perito contador.
Cursó estudios de Economía en la Universidad Rafael Landívar, graduándose de Economista.
En 1992, ingresó en el Seminario Mayor Nacional de Guatemala, donde realizó los estudios eclesiásticos, hasta octubre de 1998.
Fue enviado a cursar estudios en la Pontificia Universidad Gregoriana (2002-2004), obteniendo la licenciatura en Derecho canónico.

### Sacerdocio
Como seminarista, sirvió en la parroquia Nuestra Señora de Guadalupe, en Zona 10. Fue ordenado diácono el 20 de febrero de 1999. Su ordenación sacerdotal fue el 20 de agosto del mismo año, a manos del arzobispo Próspero Penados del Barrio; incardinándose en la arquidiócesis de Guatemala.
Como sacerdote desempeñó los siguientes ministerios:
- Vicario parroquial de Nuestra Señora de Guadalupe, en Zona 10 (1999-2002; 2004-2005).[2]
- Formador de la comunidad vocacional "Monseñor Juan Gerardi" (1999-2002).
- Párroco de Nuestra Señora de Montserrat, en Zona 4 (2002).[4]
- Defensor del Vínculo en el Tribunal Eclesiástico.
- Párroco de Nuestra Señora de la Asunción, en Zona 2 (2005-2007).
- Párroco de Cristo Rey, en Zona 15 (2007-2014).[4]
- Párroco del Santísimo Nombre de Jesús, en Zona 1 (2015-2018).
- Vicecanciller y canciller (2010-2024)[3] de la curia arquidiocesana.
- Párroco de Nuestra Señora de Fátima, en Zona 1 (2018-2024).
- Guía espiritual en el Santuario de la Virgen del Cerrito del Carmen.
- Canónigo penitenciario de la Catedral de Ciudad de Guatemala (2020-2024).
- Miembro del Consejo Presbiteral.

### Episcopado
El 19 de junio de 2024, el papa Francisco lo nombró obispo titular de Carmeniano y obispo auxiliar de Guatemala. Fue consagrado el 22 de junio de 2024, en la Catedral de Ciudad de Guatemala; a manos del arzobispo Francisco Montecillo Padilla.